# アンドレア・セグレ
アンドレア・セグレ（Andrea Segre、1976年9月6日 - ）は、イタリアの映画監督、脚本家である。

## 経歴
1976年9月6日、ヴェネト州に生まれる。
2011年、趙濤主演の『ある海辺の詩人 小さなヴェニスで』を監督する。2013年、『初雪』が第70回ヴェネツィア国際映画祭オリゾンティ部門に出品される。

## フィルモグラフィー
- ある海辺の詩人 小さなヴェニスで（2011年） - 監督・共同脚本
- 初雪（2013年） - 監督・共同脚本